# Hurley (Missouri)
Pour les articles homonymes, voir Hurley.
Hurley, précédemment Spring Creek Mill, est une ville du comté de Stone, dans le Missouri, aux États-Unis,. Située au nord du comté, elle est incorporée en 1956.

## Démographie
Lors du recensement de 2010, la ville comptait une population de 178 habitants. Elle est estimée, en 2016, à 169 habitants.

### Source de la traduction
- (en) Cet article est partiellement ou en totalité issu de l’article de Wikipédia en anglais intitulé « Hurley, Missouri » (voir la liste des auteurs).